# Alstroemeria litterata
Alstroemeria litterata es una especie de la familia de las alstroemeriáceas. La especie fue descrita por primera vez por Pierfelice Ravenna. Alstroemeria litterata pertenece al género Alstroemeria y a la familia Alstroemeriaceae.
Se distribuye principalmente en el sureste de Brasil, especialmente descrita en el estado de Mato Grosso. Es un geófito tuberoso y crece principalmente en el bioma tropical estacionalmente seco.